# Antje Tillmann

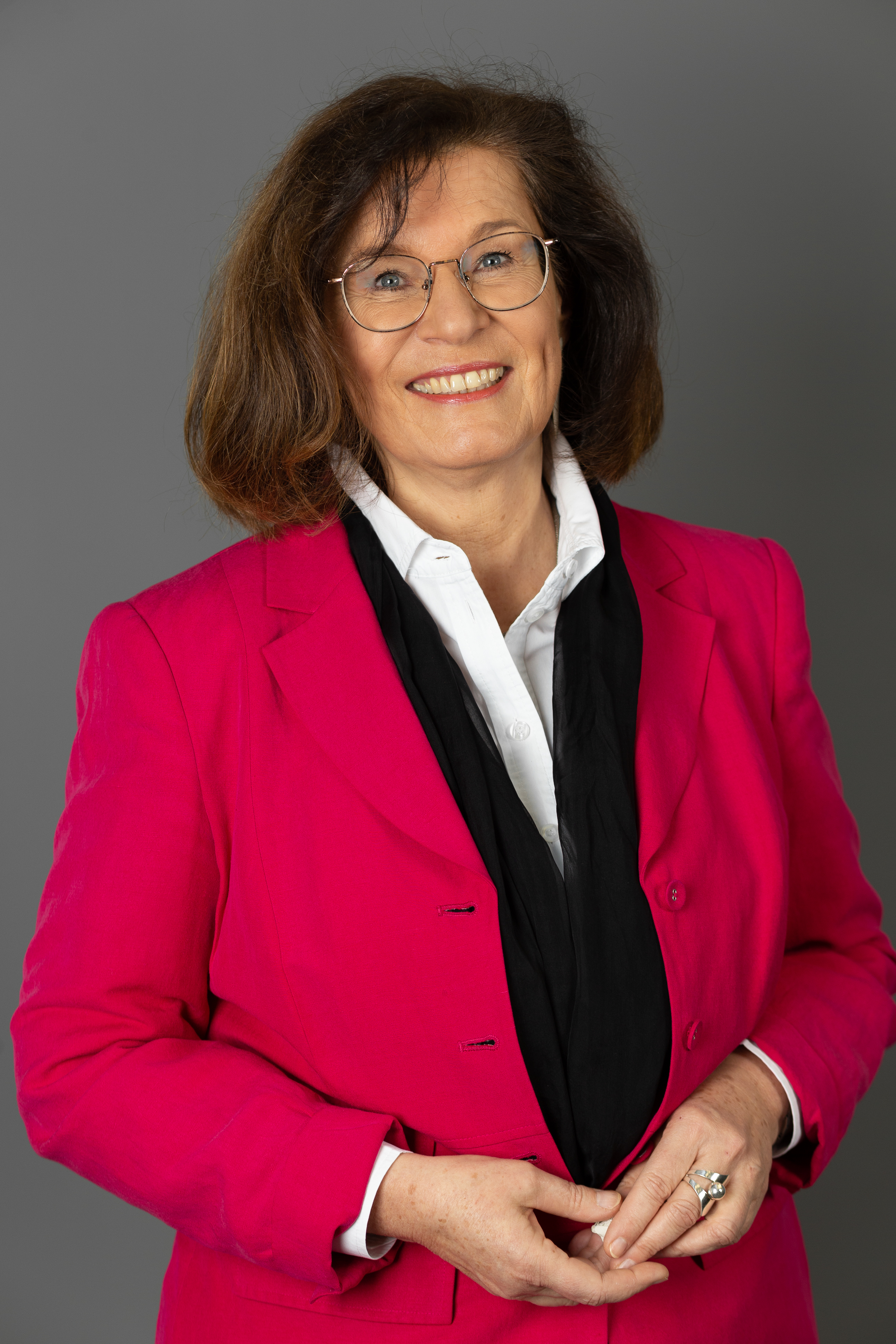
Antje Tillmann (2020)

Antje Tillmann (* 28. August 1964 in Düsseldorf) ist eine deutsche Politikerin (CDU) und Diplom-Finanzwirtin. Sie war von 2002 bis 2025 Abgeordnete im Deutschen Bundestag.

## Leben und beruflicher Werdegang
Nach dem Abitur 1983 absolvierte Antje Tillmann ein Studium der Finanzwissenschaft an der Fachhochschule für Finanzen in Nordkirchen, welches sie 1986 als Diplom-Finanzwirtin (FH) beendete. Danach war sie als Finanzbeamtin in Nordrhein-Westfalen tätig. 1991 wechselte sie nach Brandenburg, wo sie am Aufbau der Fachhochschule für Finanzen in Königs Wusterhausen teilnahm. 1993 ging sie schließlich nach Thüringen und arbeitete im dortigen Finanzministerium. 1998 legte sie die Prüfung zur Steuerberaterin ab.
Antje Tillmann ist römisch-katholisch, geschieden und hat eine Tochter. Sie übernahm 2015 die Vormundschaft für einen unbegleiteten minderjährigen Flüchtling aus Syrien, wie sie in einem Gastbeitrag in der Thüringischen Landeszeitung vom 9. Januar 2025 erläuterte.

## Partei

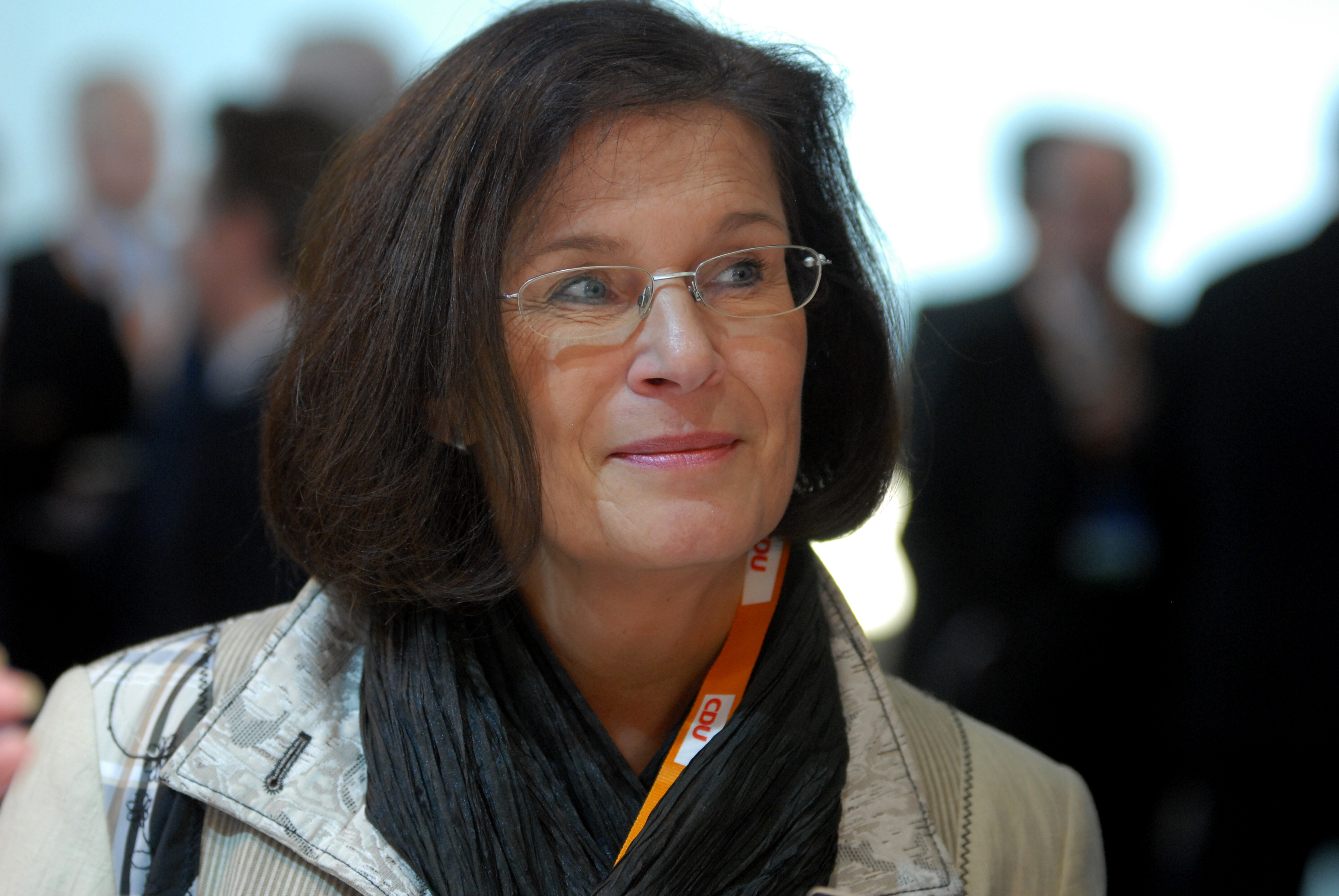
Tillmann auf dem CDU-Parteitag 2012

Als 14-jährige Schülerin gründete Tillmann 1980 an ihrer damaligen Schule, einem kirchlichen Gymnasium, eine Gruppe der Schüler Union mit. Heute gehört sie dem CDU-Kreisvorstand Erfurt und Weimar an.

## Abgeordnete
Antje Tillmann gehörte von 1989 bis 1993 dem Stadtrat von Neuss und von 1994 bis 2002 dem Erfurter Stadtrat an, wo sie zuletzt ab 1998 Vorsitzende der CDU-Stadtratsfraktion war. Sie war auch Stadtrats-Mitglied von 2014 bis 2019 in Erfurt.
Von 2002 bis 2025 war Tillmann Mitglied des Deutschen Bundestages. 2002, 2005 und 2021 zog sie über die Landesliste Thüringen in den Bundestag ein. Bei den Bundestagswahlen 2009, 2013 und 2017 gewann sie in ihrem Heimatwahlkreis, den Bundestagswahlkreis Erfurt – Weimar – Weimarer Land II, das Direktmandat für die CDU. Sie war Vorsitzende der Arbeitsgruppe Finanzen der CDU/CSU-Bundestagsfraktion und ab 2014 finanzpolitische Sprecherin der Bundestagsfraktion der CDU/CSU. Außerdem war sie ordentliches Mitglied im Finanzausschuss, im Vermittlungsausschuss und stellvertretendes Mitglied im Haushaltsausschuss.
Im Januar 2025 stimmte Tillmann als einzige Abgeordnete der CDU/CSU gegen einen Antrag ihrer Bundestagsfraktion zur Migrationspolitik, der mit Stimmen von AfD und FDP beschlossen wurde.
Bei der Bundestagswahl 2025 trat sie nicht mehr an.

## Soziales Engagement
Antje Tillmann ist Mitglied im Beirat der Katholischen Schulstiftung des Bistums Erfurt.